# Javor klen
Javor klen (Acer pseudoplatanus) je kvetoucí rostlina z čeledi mýdelníkovité (Sapindaceae). Je to velký opadavý a širokolistý strom, tolerantní vůči větru a pobřežnímu prostředí. Je původem ze Střední Evropy a Západní Asie, od Francie na východ do Ukrajiny, severního Turecka a na Kavkaz a jih z hor severního Španělska a Itálie.
Snadno se rozmnožuje ze semen a byl introdukovaný na Britské ostrovy v 16. století, kde je také naturalizovaný, stejně jako i v dalších částech Evropy, Severní a Jižní Ameriky, Austrálie a Nového Zélandu, kde se může stát invazním druhem.
Může růst do výšky asi 40 metrů. Větve tvoří širokou a zaoblenou korunu. Mladá borka je šedá a hladká; když je starší, odlupují se z ní nepravidelné šupiny. Listy rostou na dlouhých červených řapících, jsou velké a dlouhé, s pěti velkými vyrůstajícími laloky a hrubými zoubky. Květy jsou zelenožluté barvy a uspořádány v převislém květenství nazývaném lata (panicula). Produkují velké množství pylu a nektaru, a jsou tak přitažlivé pro hmyz. Okřídlená semena nebo dvounažky (diachenium) se tvoří v párech. Když jsou zralé, tak se ve větru vrtí k zemi. Padají od října a během zimy. Následující jaro klíčí.
Občas se pěstuje v městských oblastech jako okrasný strom. Má tvrdé, krémově bílé hutné dřevo, které se používá na výrobu hudebních nástrojů, nábytku, v truhlářství, na dřevěné podlahy a kuchyňské nářadí. Je také dobrý jako palivové dřevo. Jarní míza se používá pro výrobu cukru a výrobu alkoholických a nealkoholických nápojů. Včely vyrábějí z nektaru javorový med.

## Taxonomie a etymologie
Poprvé tento druh popsal švédský přírodovědec Carl Linné ve své práci Species Plantarum z roku 1753. Jde o typový druh rodu javor (Acer). Byly popsány víceré formy a variety, včetně přírodních variet, jako je varieta macrocarpum Spach, varieta microcarpum Spach a varieta tomentosum Tausch, a forem jako f. erythrocarpum (Carriere) Pax, f. purpureum (Loudon) Rehder a f. variegatum (Weston) Rehder. Všechny jsou nyní považované za synonyma Acer pseudoplatanus L.

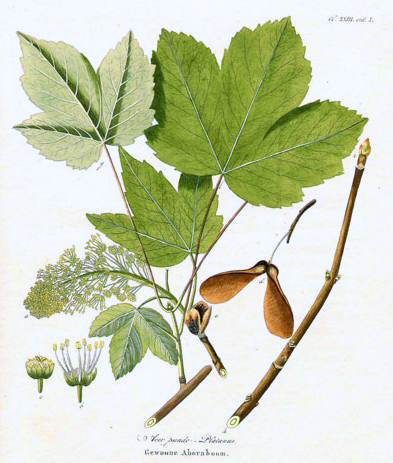
Ilustrace větve, pupenů, listů, květů a plodů

Druhové jméno pseudoplatanus se týká podobnosti listů a kůry javoru se stromy rodu platan (Platanus), prefix pseudo- (z řečtiny) znamená „nepravý“. Tyto dva rody jsou ovšem v různých čeledích, dokonce i řádech, a jsou tak jen velmi vzdáleně příbuzné. Acer a Platanus se liší mimo jiné umístěním listů na stonku (střídavě u rodu Platanus, vstřícně u rodu Acer), a také plody, které jsou kulovité hlávky u platanu a spárované dvounažky (okřídlené plody) u javoru.

## Rozšíření
Vlastí tohoto javoru je střední Evropa a jihozápadní Asie, oblast od Francie na východ po Ukrajinu, od hor na jihu Evropy po severní Španělsko, severní Turecko a Kavkaz. Pěstovaný a přirozeně se šířící je ale na mnoha místech.

## Vzhled

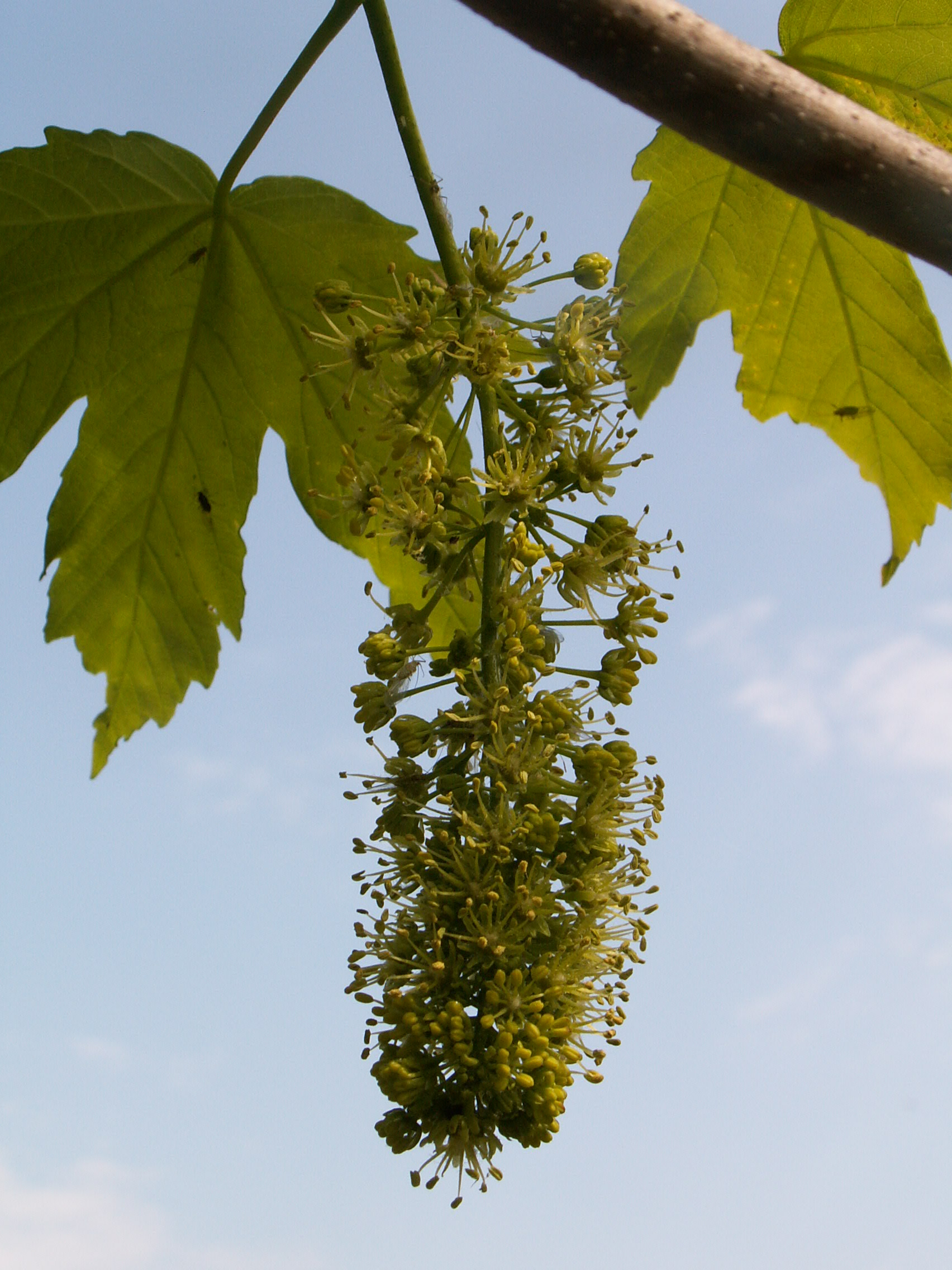
Kvetoucí javor klen

Javor klen je poměrně mohutný strom, výjimečně dosahuje výšky až 40 m a obvodu kmene i přes 300 cm. Dospělosti dosahuje jako solitér ve věku 25–30 let, v zápoji 40–50 let. Kleny se v příhodných podmínkách dožívají maximálně 400–500 let. Druh je proměnlivý v utváření borky i ve tvarech listů a plodů. Jednotlivé fenologické formy se liší časným nebo pozdním rašením nebo i zbarvením a strukturou dřeva. Kůra je zpočátku hladká, šedá, od středního věku tmavě šedá. Borka klenu je šedohnědá, šupinovitě až deskovitě odlupčivá (to dodává klenu charakteristický vzhled). Letorosty zelenošedé s křižmostojnými, zelenými, hnědě lemovanými pupeny. Vstřícné, po obvodu nerovnoměrně pilovité listy dosahují velikosti do 12 cm a jsou dělené do 5–7 laloků. Laloky na rozdíl od příbuzného javoru mléče nejsou ostře zašpičatělé. Srdcovitý kořenový systém strom dobře ukotvuje v půdě. Může mít kořeny hluboké i přes 1 metr a dlouhé přes 6 metrů.
Plodnost stromů nastupuje poměrně brzy (u solitérních stromů asi v 25 letech, v zápoji později) a je každoroční. Klen kvete před rašením listů, v květnu. Květy jsou nevýrazné, zelené, uspořádané v převislých hroznech, plody jsou klenuté dvounažky s křídly. Křídla spolu svírají ostrý úhel. Strom se šíří pomocí větru (anemochorie).

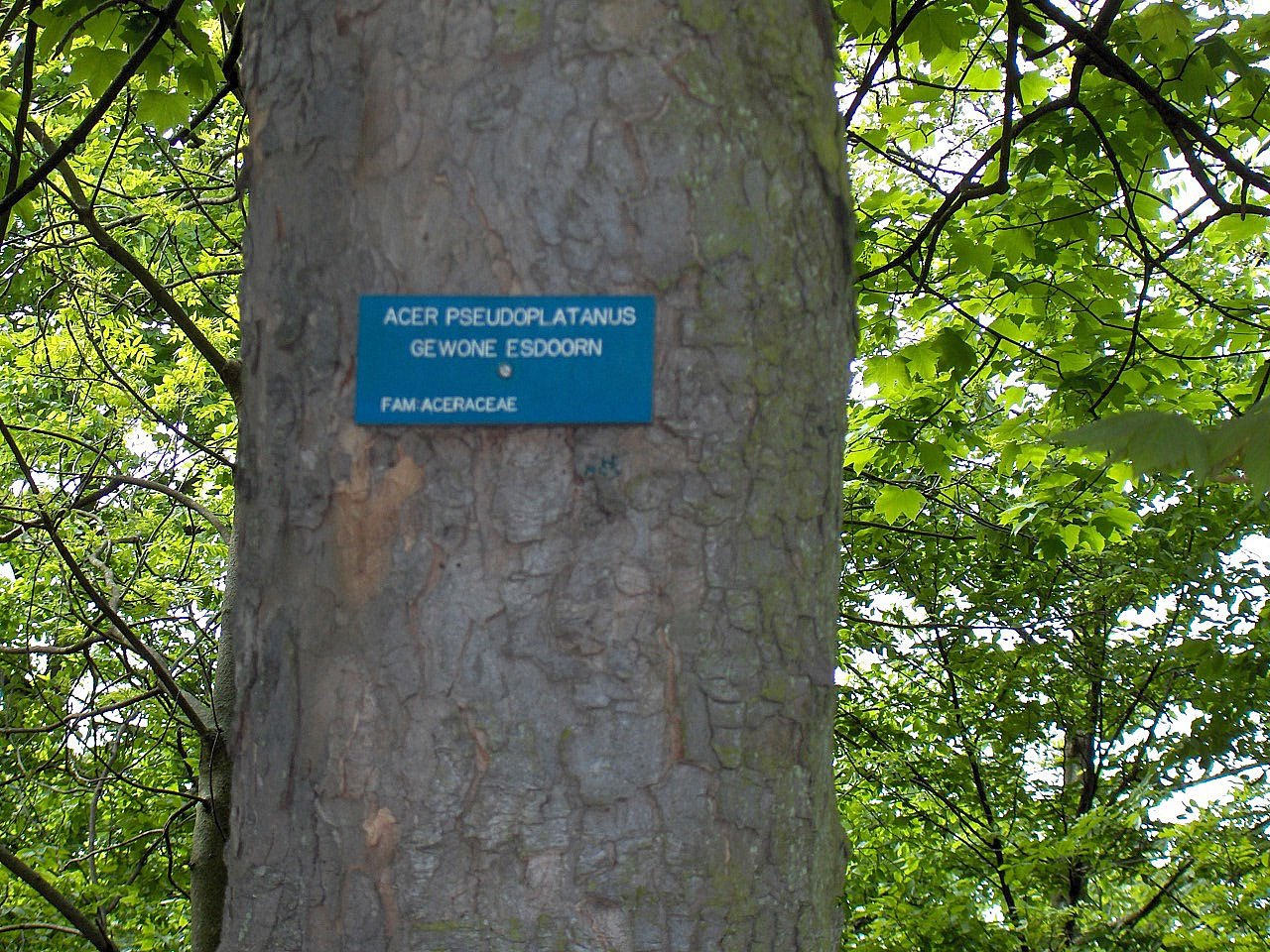
Borka

## Ekologie

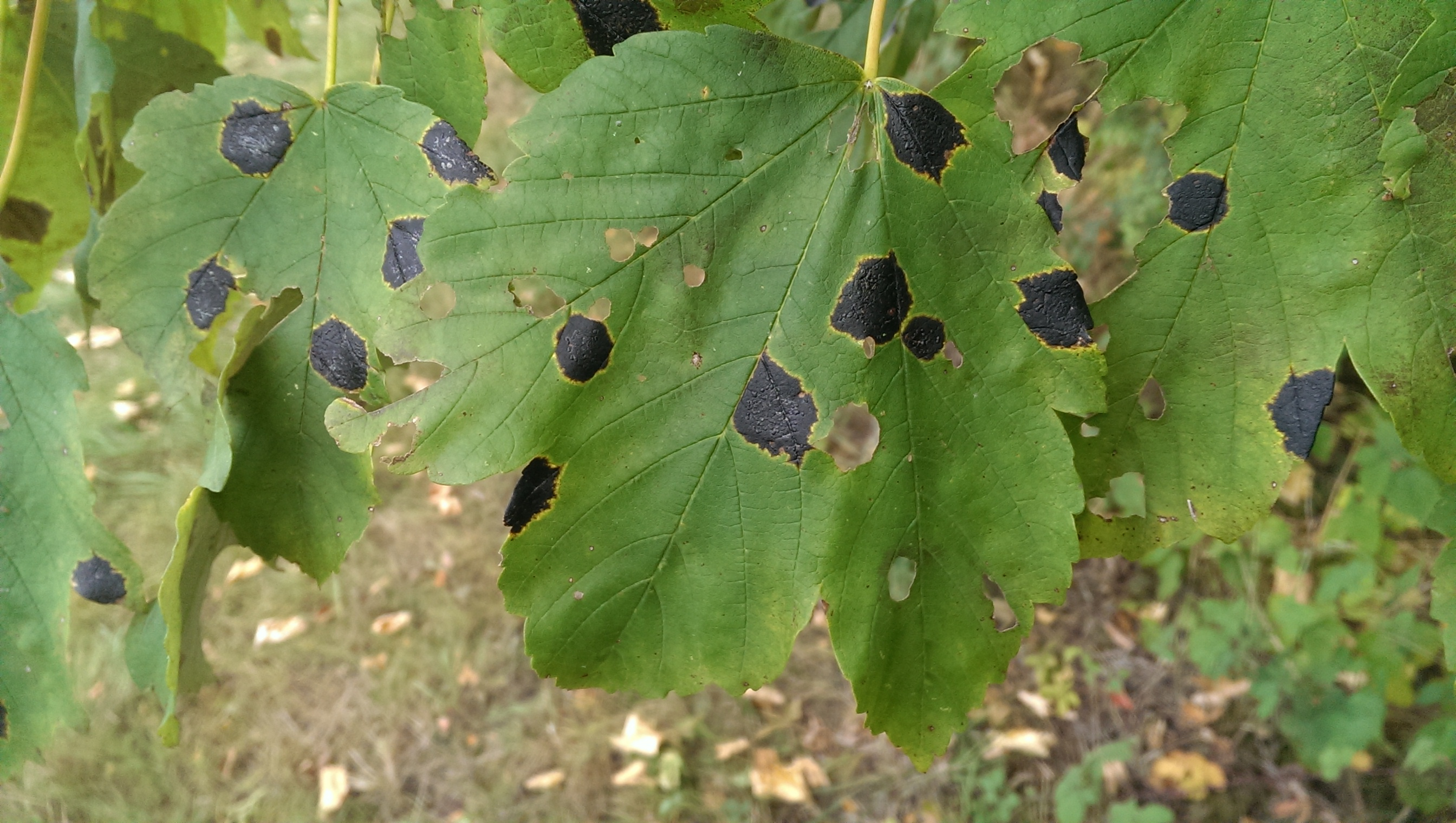
Černé skvrny způsobené svraštělkou javorovou (Rhytisma acerinum)

Javor klen je polostinnou dřevinou náročnější na půdní i vzdušnou vlhkost. Roste nejčastěji na humózních vlhčích půdách s vyšším podílem skeletu (kamenů) a na suťových půdách obohacených dusíkem. Je typickou dřevinou vyšších poloh s oceánickým typem klimatu. V ČR tak roste v nadmořské výšce 400 až 1300 m. Klen je typickým druhem biotopů suťový les a horská klenová bučina. Místy se jako příměs může vyskytovat i v jiných typech bučin. Vzhledem k šíření větrem mohou jeho semena překonávat i relativně velké vzdálenosti, navíc mají poměrně dobrou klíčivost (pod jediným klenem na neudržované louce tak může být až 10 000 semenáčků). Klen porůstá (kolonizuje) také opuštěné stavby, zídky a kamenné snosy na hranicích pozemků. To je dáno skutečností, že tyto sekundární biotopy na antropogenních stanovištích jsou svým charakterem blízké suťovým lesům (v podstatě suť často obohacená dusíkem).
Na podzim mohou být listy javorů napadeny houbou svraštělkou javorovou (Rhytisma acerinum), která se projevuje černými skvrnami.
Javor klen pravděpodobně působí alelopaticky, obsahové látky z rozkládajícího listí znemožňují růst dalších rostlin. V regionech, kam byl introdukován člověkem, to z něj společně se snadným šířením semen na velké dálky a vysokou klíčivostí činí významný invazní druh.

## Význam

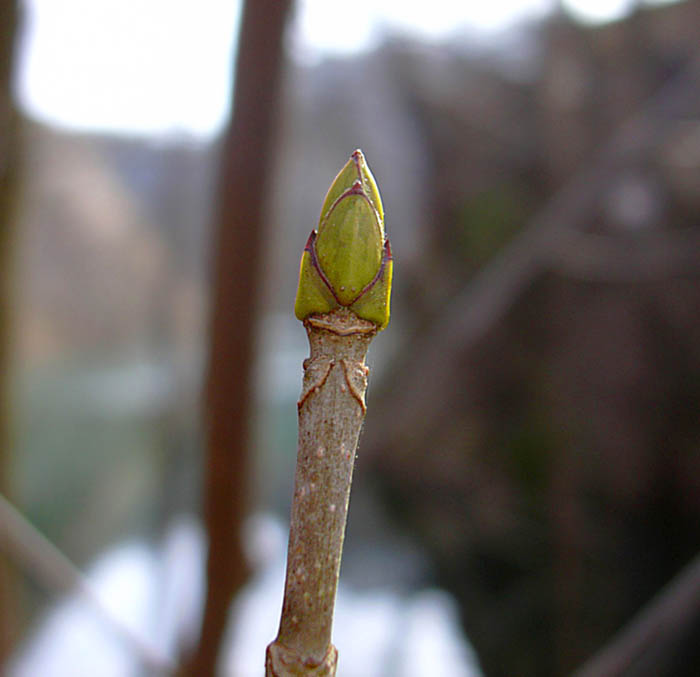
Pupen

Javor klen není častou dřevinou vysazovanou v parcích (oproti mléči), místy (zejména v podhorských oblastech) se používá ve stromořadích. V lesích je nejrozšířenějším javorem, ale i tak jeho procentní zastoupení zůstává nízké (pod úrovní jednoho procenta). Lesníci jej používají jako meliorační a zpevňující dřevinu v místech s mělčí či suťovou půdou, kde by se již buku či smrku tolik nedařilo. Lesní půdu dobře stíní a svým opadem zlepšuje. Dřevo je světlé, bez barevně odlišeného jádra. Je středně těžké, tvrdé, těžko štípatelné, s krátkými vlákny. V suchu je trvanlivé, ale ve vlhku rychle podléhá hnilobě. Javory kleny byly od středověku využívány k výrobě potaše při tzv. popelářství. Pálením zejména javoru a břízy, ale také buku se získával draselný popel. Z něj se vyluhováním vodou a následným odpařením získávala potaš – surovina nezbytná pro výrobu skla, mýdla atp. V mnoha jinak přirozených lesích tak bylo zastoupení klenu a břízy touto činností sníženo.
Patří též mezi významné včelařské rostliny.

### Jedovatost
Semena a klíčící semenáčky javoru klenu obsahují aminokyselinu hypoglycin A v proměnlivé koncentraci. Ta narušuje metabolismus savců a vede k onemocnění zvanému atypická myopatie. Tento stav postihuje býložravce (například koně, ale také jeleny či hovězí dobytek), kteří při pastvě z nedostatku vhodnější potravy konzumují nažky (na podzim) nebo klíčící semenáčky (na jaře) klenu. Koncentrace hypoglycinu v plodech se může různit v závislosti na podmínkách prostředí, nelze proto obecně stanovit smrtelnou dávku zkonzumovaných semen. Různí se také odolnost jednotlivých jedinců. Úmrtnost v případě, že se příznaky (apatie, malátnost, třes a tmavé zbarvení moči, vyvolané rozpadem svalových buněk) již projeví, je velmi vysoká – uvádí se odhady mezi 80–96 %. Hypoglycin A obsahuje krom javoru klenu také příbuzný javor jasanolistý, naopak javory mléč a babyka nikoli.

## Památné stromy a aleje v Česku

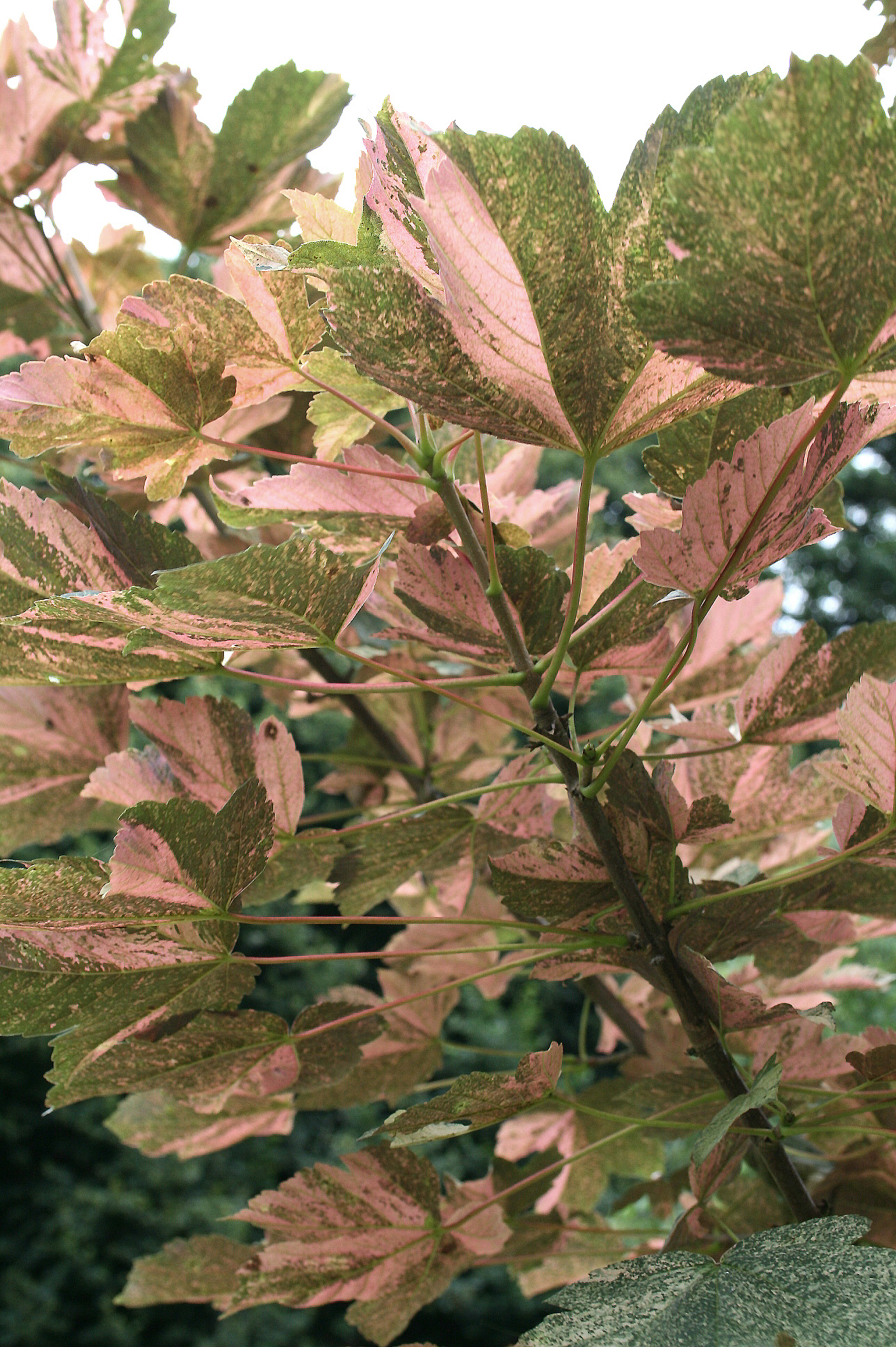
Pestrolistý kultivar Acer pseudoplatanus 'Nizetii'

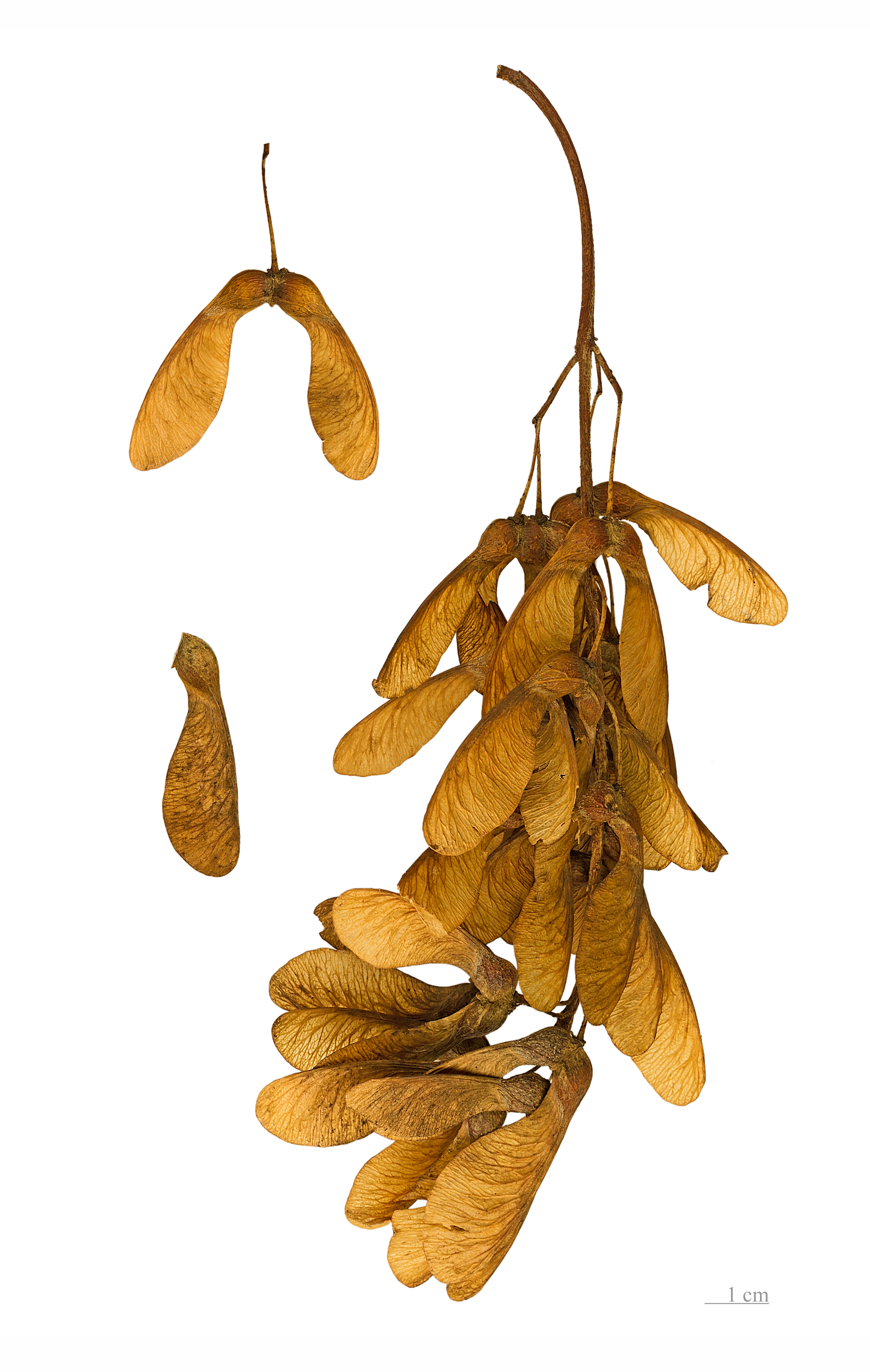
Hrozen zralých dvounažek javoru klenu

### Stromy
- Bílkovský javor
- Javor klen u Nového Sedla I.
- Javor klen u Nového Sedla II.
- Javor klen u Smilovského mlýna
- Javor pod zámkem
- Javor u Vdovského domu
- Javor v plynárnách
- Javory v Boháňce
- Klen u Mýtského mlýna
- Kleny na Novém Sedle
- Kochánovské javory
- Skupina javorů Ždánov-Žlíbek
- Tisovský javor
- Jindřichovický klen
- Klen v Horní Oboře
- Klen v Mezihorské
- Velký Javor Věstoňovice

### Aleje
- Alej u hřbitova
- Alej u minerálního pramene
- Alfrédovská alej
- Kilometrovka

## Kultivary
- 'Brillantissimum': na jaře růžové rašení, žlutavěrůžovobíle skvrnité mladé listy, připomínající více květy než listy, v létě zelenající. Malá koruna, nízké kompaktní otužilé stromy (3–5 m). [17] Listy mohou být náchylné k popálení prudkým sluncem, dřevina může namrzat. [18]
- 'Atropurpureum', ‚Purpurescens‘: listy tmavě červené.
- 'Leopoldii': listy bělavě pestrolisté, výška 20 m. [19]
- 'Rotterdam': výška 10–20m, koruna široce sloupovitá, listy tmavě zelené.
- 'Worlei': listy pri rašení oranžové, později žlutavé, v létě zelené. Může namrzat. Výška 10–20 m. [20]
- 'Nizetii': listy bělavě pestré, zprvu růžovopestré. Strom 6–20 m vysoký. [21]